# Выставка (Порховский район)
Выставка — деревня в Порховском районе Псковской области России. Входит в состав сельского поселения «Верхнемостская волость».
Расположена на севере волости, у правого берега реки Черёха, в 52 км к юго-западу от города Порхова и в 7 км к северу от волостного центра Верхний Мост.
Численность населения деревни на конец 2000 года составляла 21 человек.